# Láska padá z nebe
Láska padá z nebe (v korejském originále 사랑의 불시착, Sarangui bulsičchak) je jihokorejský dramatický televizní seriál režiséra Lee Jeong-hyo. V hlavních rolích se představili Hjon Pin, Son Je-čin, Kim Jung-hyun a Seo Ji-hye. Příběh vypráví o jihokorejské bohaté byznysmence, která náhodou havaruje v Severní Koreji. Seriál byl v Jižní Koreji vysílán televizí TVN v letech 2019–2020, celosvětovou mezinárodní distribuci zajistil Netflix. Jedná se o nejsledovanější dramatický seriál televize TVN a třetí nejsledovanější dramatický seriál v historii jihokorejských kabelových televizí. 

## Děj
Láska padá z nebe vypráví příběh dvou milenců, Jun Se-ri (Son Je-čin), jihokorejské bohaté byznysmenky a Ri Čong-hjeoka (Hjon Pin), člena severokorejské elity a kapitána v Severokorejských zvláštních vojenských silách.  
Jun Se-ri vlastní v Jižní Koreji úspěšnou módní společnost. Když se Se-ri rozhodne osobně testovat jeden produkt při paraglidingu v Soulu, náhle se změní počasí a přistane až v korejském demilitarizovaném pásmu (na severokorejské straně). Zde se setká s kapitánem Ri Čong-hjeokem, který toto území střeží, a při pádu ze stromu mu doslova spadne do náruče. Ri Čong-hjeok se rozhodne ji pomoci a vymýšlí, jak by ji tajně, aby se nedostala do spárů místního režimu, dostal domů do Jižní Koreje. Při tom mu pomáhají čtyři členové jeho posádky. Postupem času se do sebe zamilují, a to i přes zjevný problém mezi jejich zeměmi. 
I když by se dalo očekávat, že Se-riino zmizení bude v Jižní Koreji hlavní zprávou, její rodina tuto zprávu tutlá ze strachu, že to sníží cenu akcií rodinou ovládaného koncernu. Zejména její dva bratři, Se-čung a Se-hjung, z nichž každý tvrdí, že je právoplatným dědicem otcovy společnosti, si příliš nepřejí, aby se sestra vrátila. Těsně před Se-riiným zmizením jejich otec totiž oznámil, že Se-ri plánuje předat rodinný podnik, protože jeho synové jsou nekompetentní. Oba bratři jsou podporováni stejně ambiciózními manželkami Do Hje-Či (Hwang Woo-seul-hje) a Ko Sang-a (Jun Či-min). 
Příběh Se-ri a Čong-hjeoka je také propojen s příběhy Seo Dan (Seo Či-hje) a Gu Seung-čuna (Kim Čung-hjun). Dan je krásná dcera bohaté majitelky severokorejského obchodního domu. Studuje na violoncello v Rusku, ale vrací se, aby se mohla provdat za Čong-hjeoka, se kterým má už 10 let domluvený sňatek. Když se vrací do Pchjongjangu, kříží jí cestu Gu Seung-čun. Gu Seung-čun, který byl dříve zasnoubený se Se-ri, uprchl do Severní Koreje (pod ochranou zkorumpovaných severokorejských důstojníků), aby unikl pronásledování Se-riina mladšího bratra Se-hjunga, pod jehož nekompetentním vedením zpronevěřil velké množství peněz. Ačkoli jejich počáteční setkání není příliš slibné, nakonec se do sebe zamilují. 
Čong-hjeok se snaží dostat Se-ri domů. Brání jim ale Čo Čeol-gang (Oh Man-seok), ambiciozní důstojník státní bezpečnosti bažící po moci, který před několika lety zařídil vraždu Čong-hjeokova staršího bratra Ri Mu-hjeoka, který se pokusil odhalit jeho nezákonné jednání. Čong-hjeok tuší, že to nebyla obyčejná nehoda a je Čeol-gangovi na stopě, ten se snaží dostat k Se-ri, která se znenadání objevila po Čong-hjeokově boku jako jeho snoubenka a také tajná agentka dříve nasazená v Jižní Koreji, aby ji mohl využít proti Čong-hjeokovi. Příběh se nakonec přesune do Soulu, kde se zakončuje příběh všech postav. 

## Vznik seriálu
Příběh seriálu Láska padá z nebe byl inspirován skutečnou událostí, která se stala jihokorejské herečce Čung Jang.   V září 2008 museli být Jang a tři další lidé zachráněni poté, co špatné počasí způsobilo, že se jejich rekreační loď dostala do tzv. námořní hranice mezi Severní a Jižní Koreou.  Park Či-eun, scenáristka dramatu, byla představena severokorejskému defektorovi, který se stal filmovým poradcem a spisovatelem, Kwaku Moon-wanemu, který se stal součástí dramatického tvůrčího týmu.   Kwak, který studoval filmovou režii v Pchjongjangu a byl také členem elitní bezpečnostní síly chránící Kimy, pomáhal při tvorbě dramatické zápletky a při konceptualizaci prostředí a scén zobrazující severokorejský život. 
Výrobní proces byl velice pečlivý, a to díky vztahu Jižní Koreje se Severní Koreou, kde se odehrává podstatná část příběhu.  Vyvarovali se také jmenování vůdců KLDR. Veškeré portréty Kimů byly v seriálu rozostřené. Také mobilní telefony použité v Severní Koreji byly autentické. A také severokorejské klopové odznaky používané členy obsazení, byly o třetinu menší než jejich skutečná velikost.   Spolupracovali také s vedením Severokorejců žijících v Jižní Koreji a výzkumem.   
První čtení scénáře se konalo 31. července 2019 v Sangam-dongu v Soulu a natáčení v zámoří začalo koncem srpna 2019.  Severokorejské scény byly natočeny v Jižní Koreji a Mongolsku. Scény, které se odehrály ve Švýcarsku, byly natočeny právě tam, například v obci Iseltwald u Brienzského jezera.

## Postavy

### Hlavní postavy
- Jun Se-ri (Son Je-čin)
Bohatá dcera jihokorejského byznysmena, která si v rámci rodinných bojů o moc založila vlastní úspěšnou módní společnost. Od malička žila v přepychu. Má špatný vztah s nevlastní matkou, jelikož otec ji počal s milenkou. Má dva nevlastní bratry. Všechni tři sourozenci byli neustále nuceni spolu soupeřit o to kdo je lepší. Právě bratři jí také zařídili zásnuby s Gu Seung-čunem. Navzdory přepychu a bohatství je Se-ri sama, trpí nespavostí a má deprese. Před několika lety chtěla dokonce spáchat ve Švýcarsku sebevraždu. Její život nabere jiný směr při havárii v Severní Koreji.

- Ri Čong-hjeok (Hjon Pin)
Kapitán v severokorejských zvláštních vojenských silách. Jeho rodina patří k severokorejské elitě, ale nikdy tohoto postavení nezneužívá. Měl staršího bratra Ri Mu-hjeoka, který zemřel za nejasných okolností při autonehodě. Od malička si přál hrát na klavír, proto v dospívání odjel studovat do Švýcarska. Studium však přerušil kvůli smrti svého bratra a nastoupil za něj do armády. Je zasnoubený se Seo Dan na přání své rodiny (domluvený sňatek z finančních důvodů). Je zásadový, tichý, čestný, ale také trochu nejistý když jde o ženy. Snaží se také potajmu vyšetřovat smrt svého bratra, která ho neustále tíží. Jeho "poklidný" život se změní, když při hlídce narazí na Se-ri.

- Seo Dan (Seo Či-hje)
Její matka je bohatou majitelkou obchodního domu v Pchjongjangu. Právě díky jejich značnému bohatství její matka domluvila sňatek s Ri Čong-hjeokovými rodiči. Sňatek byl odložen po smrti Čong-hjeokova bratra. Nyní se vrací z Ruska, kde studovala hru na violoncello, aby se mohla svatba po 10 letech konečně uskutečnit.

- Gu Seung-čun / Alberto Ku (Kim Čung-hjun)
Jihokorejský byznysmen, který má mimo jiné i britské občanství. Spolupracuje s mladším bratrem Se-ri, který jim kdysi dohodnul sňatek. Jun Se-ri tušila, že si ji Seung-jun chce vzít s postranními úmysly a tak zasnoubení zrušila. Později Seung-čun zpronevěří jejímu mladšímu bratrovi značný obnos peněz. Ze strachu utíká do Severní Koreje, kde si koupil pohodlný život.

- Čo Čeol-gang (Oh Man-seok)
Severokorejský vysoký důstojník státní bezpečnosti. V dětství mu oba rodiče zemřeli, žil na ulici. Ze všeho nejvíc touží po moci a tak kšeftuje s čím se dá a zavazuje si vlivné lidi. Vše se málem provalí, když na něj přijde Ri Mu-hjeok a tak ho nechá zabít. Ri Čong-hjeok se mu také snaží dostat na kobylku a když se ve vesnici objeví vedle Čong-hjeoka neznámá žena o které tvrdí, že je jeho snoubenka a také tajná agentka nasazená v Jižní Koreji, ucítí šanci jak jeho rodinu zničit. Mimo jiné pomáhá za značný vysoký obnos s ukrýváním Gu Seung-čunovi.

### Vedlejší postavy
- Pjo Či-su (Yang Kyung-won) - Štábní rotmistr sloužící pod kapitánem Ri Čong-hjeokem.

- Kim Ču-muk (Yoo Su-bin) - Rotmistr sloužící pod kapitánem Ri Čong-hjeokem.

- Pak Kwang-beom (Lee Shin-young) - Nadporučík sloužící pod kapitánem Ri Čong-hjeokem.

- Geum Eun-dong (Tang Joon-sang) - Svobodník sloužící pod kapitánem Ri Čong-hjeokem.

- Jeong Man-bok (Kim Young-min) - Odposlouchávač sloužící pod vedením Čo Čeol-gangem.

- Go Myeong-eun (Jang Hye-jin) - Úspěšná majitelka obchodního domu v Pchjongjangu a matka Seo Dan.

- Go Myeong-sok (Park Myung-hoon) - Vysoce postavený severokorejský důstojník.

- Ri Čung-rjeol (Jun Gook-hwan) - Otec Ri Čong-hjeoka a ředitel Generálního politického úřadu a vícemaršál Korejské lidové armády.

- Kim Jun-hi (Jung Ae-ri) - Matka Ri Čong-hjeoka

- Yoon Jeung-pyeong (Nam Kyung-eup) - Otec Se-ri a bohatý vlastník úspěšného konglomerátu Queen's Group v Jižní Koreji.

- Han Jeong-yeon (Bang Eun-jin) - Nevlastní matka Se-ri.
- Yoon Se-hyung (Park Hyung-soo) - Se-riin nevlastní ambiciozní mladší bratr.

- Na Wol-sook (Kim Sun-young) - Obyvatelka severokorejské vesnice.

### Cameo
Seriál se pyšní hned několika tzv. cameo rolemi. To nejzajímavější ztvárnil v 10. epizodě herec Kim Su-hjon, který se po letech vrátil do své role Won Ryu-hwana z filmu Secretly, Greatly.
Následuje výčet dalších:
- Jung Kyung-ho jako Cha Sang-woo, Se-riin expřítel (Ep. 1, 5 a 7)
- Park Sung-woong jako severokorejský taxikář (Ep. 4)
- Na Young-hee jako severokorejská majitelka svatebního butiku (Ep. 7)
- Kim Sook jako severokorejská věštkyně (Ep. 11 a 16)
- Choi Ji-woo hraje samu sebe (Ep. 13)

## Soundtrack
| CD 1           | CD 1                                                    | CD 1                                        | CD 1                         | CD 1           | CD 1  |
| Pořadí         | Název                                                   | Hudba                                       | Text                         | autor          | Délka |
| -------------- | ------------------------------------------------------- | ------------------------------------------- | ---------------------------- | -------------- | ----- |
| 1.             | But It's Destiny (우연인 듯 운명)                       | Jung Gu-hyun                                | Jung Gu-hyun                 | 10cm           | 3:51  |
| 2.             | Flower                                                  | Nam Hye-seung, Surf Green                   | Nam Hye-seung, Park Jin-ho   | Yoon Mi-rae    | 4:12  |
| 3.             | Sunset (노을)                                           | Park Woo-sang                               | Park Woo-sang                | Davichi        | 3:37  |
| 4.             | Here I Am Again (다시 난, 여기)                         | Nam Hye-seung, Surf Green                   | Nam Hye-seung, Surf Green    | Baek Ye-rin    | 3:55  |
| 5.             | Someday (어떤 날엔)                                     | 1601                                        | Kim Ho-kyung                 | Kim Jae-hwan   | 4:20  |
| 6.             | Sigriswil (Crash Landing on You Title Full Version)     | Kim Kyung-hee, Nam Hye-seung, Park Sang-hee | Kim Kyung-hee, Nam Hye-seung | Kim Kyung-hee  | 3:42  |
| 7.             | Spring in My Hometown (고향의 봄)                       | Nam Hye-seung, Park Sang-hee                |                              |                | 4:47  |
| 8.             | The Wind of the Day (그날의 바람)                       | Nam Hye-seung, Park Sang-hee                |                              |                | 4:58  |
| 9.             | The Song for My Brother (형을 위한 노래)                | Nam Hye-seung, Park Sang-hee                |                              |                | 4:21  |
| 10.            | My Companion (나의 동무여)                              | Nam Hye-seung, Park Sang-hee                |                              |                | 5:15  |
| 11.            | Like a Wild Flower (들꽃처럼)                           | Nam Hye-seung, Park Sang-hee                |                              |                | 4:35  |
| 12.            | Time of Jeong-Hyeok for Se-ri (세리를 향한 정혁의 시간) | Nam Hye-seung, Park Sang-hee                |                              |                | 1:48  |
| 13.            | Moments We Walked Together (함께 걷던 순간)             | Nam Hye-seung, Go Eun-jung                  |                              |                | 2:34  |
| 14.            | Se-ri's Choice (세리스 쵸이스)                          | Nam Hye-seung, Park Sang-hee                |                              |                | 1:55  |
| Celková délka: | Celková délka:                                          | Celková délka:                              | Celková délka:               | Celková délka: | 53:45 |

| CD 2           | CD 2                                                      | CD 2                                        | CD 2                         | CD 2                       | CD 2  |
| Pořadí         | Název                                                     | Hudba                                       | Text                         | autor                      | Délka |
| -------------- | --------------------------------------------------------- | ------------------------------------------- | ---------------------------- | -------------------------- | ----- |
| 1.             | Photo of My Mind (내 마음의 사진)                         | Nam Hye-seung, Surf Green                   | Nam Hye-seung, Kim Kyung-hee | Song Ga-in                 | 4:34  |
| 2.             | The Hill of Yearning (그리움의 언덕)                      | Nam Hye-seung, Kim Kyung-hee                | Nam Hye-seung, Kim Kyung-hee | April 2                    | 3:55  |
| 3.             | All of My Days (나의 모든 날)                             | Nam Hye-seung, B.a.B                        | Nam Hye-seung, B.a.B         | Sejeong (Gugudan)          | 3:58  |
| 4.             | Like You (좋다)                                           | Lee Geon                                    | Lee Geon, Choi Eun-hye       | So Soo-bin, Sohee (Nature) | 3:39  |
| 5.             | Let Us Go (둘만의 세상으로 가)                            | Dong Woo-seok, Yoo Jung-hyun, Jayins        | Dong Woo-seok                | Crush                      | 3:42  |
| 6.             | Give You My Heart (마음을 드려요)                         | Nam Hye-seung, Park Jin-ho                  | Nam Hye-seung, Park Jin-ho   | IU                         | 4:41  |
| 7.             | Yeong-ae and Villagers (영애동지와 마을 사람들)           | Nam Hye-seung, Park Sang-hee                |                              |                            | 3:14  |
| 8.             | Chi-soo and Se-ri (치수와 세리)                           | Nam Hye-seung, Park Sang-hee                |                              |                            | 3:14  |
| 9.             | The Song for My Brother (형을 위한 노래; orchestral ver.) | Nam Hye-seung, Park Sang-hee                |                              |                            | 4:35  |
| 10.            | Seo Dan (단이)                                            | Nam Hye-seung, Park Sang-hee                |                              |                            | 0:52  |
| 11.            | Same Sky, Different World (같은 하늘, 다른 세상)          | Nam Hye-seung, Park Sang-hee                |                              |                            | 3:18  |
| 12.            | Picnic (소풍)                                             | Nam Hye-seung, Park Sang-hee                |                              |                            | 3:12  |
| 13.            | The Season of Us (너와 나의 그 계절)                      | Nam Hye-seung, Park Sang-hee                |                              |                            | 3:47  |
| 14.            | When That Day Comes (그날이 오면)                         | Nam Hye-seung, Park Sang-hee                |                              |                            | 4:22  |
| 15.            | Sigriswil (Opening Title Version)                         | Kim Kyung-hee, Nam Hye-seung, Park Sang-hee | Kim Kyung-hee, Nam Hye-seung | Kim Kyung-hee              | 0:42  |
| Celková délka: | Celková délka:                                            | Celková délka:                              | Celková délka:               | Celková délka:             | 51:27 |

## Vyobrazení Severní Koreje
Seriál obdržel chválu za vyobrazení každodenního života v Severní Koreji. Tvůrci mysleli i na po používaný akcent a používaná slova (severokorejština se od jihokorejštiny liší).  Seriál také obdržel kladné recenze od severokorejských defektorů.  Jak již bylo zmíněno, severokorejský defektor, který sloužil s velitelem nejvyšší stráže (který chrání vládnoucí Kimovu rodinu), pracoval jako poradce a poskytoval tvůrcům podrobnosti o životě v Severní Koreji i severokorejské vládní strany, které zvýšily důvěryhodnost pořadu.  Jedna z komparzistek (která hrála severokorejskou vesničanku), která je spisovatelka a herečka ze Severní Koreje, uvedla, že se cítila jako by byla v severokorejské vesnici ve skutečnosti. 
Yun Suk-jin, profesor na Čungnamské národní univerzitě, také poznamenal, že seriál změnil zažité stereotypy o Severní Koreji a mimo jiné ukázal, že je to také místo, kde žijí lidé.  Sarah A. Son, přednášející korejských studií na Sheffieldské univerzitě také souhlasí s tím, že Láska padá z nebe reaguje na „sociokulturní propast“ mezi severem a jihem, kterou akademici uvádí jako jednu z největších překážek budoucího sjednocení. Sarah také tvrdí, že podkopání zažitých stereotypů, i když s jistou dávkou kreativity, pravděpodobně humanizuje sever způsobem, který v rámci mezikorejských dialogů v posledních letech dosud neproběhl. Seriál také přibližuje bolest nad rozdělením současné generaci Korejců, kteří na rozdíl od svých prarodičů nepamatují, jaké to bylo být jedním národem.  Joanna Elfving-Hwang, docentka korejských studií ze Západoaustralské univerzity, souhlasí s tím, že Severní Korea má sklon se v naší fantazii zhmotňovat jen jako zlo. Myslíme na jaderné zbraně a porušování lidských práv. Toto drama se odvážilo myslet na severokorejské lidi odlišně a reprezentovat je jako lidi a také Korejce.  Steve Hung Lok-wai, korejský odborník na záležitosti z Čínské univerzity v Hongkongu uvádí, že se drama zdrželo zobrazení větších politických otázek a že je tím pádem chytré, jelikož se vyhnulo veškerým tabu, ale zároveň byl seriál dostatečně uvěřitelným, tak aby to lidi přimělo přemýšlet o těchto politických problémech.  John Delury, profesor na Yonsei univerzitě, ocenil seriál za rozhodnutí vykreslit paralely mezi mocnými rodinami na jihu i na severu a humanizovat Severní Korejce za generické stereotypy. 

## Ocenění
Drama bylo nominováno hned v 7 kategoriích na 56. udílení prestižních cen Baeksang Arts Awards.  Cenu za nejlepší televizní vedlejší herečku získala Kim Sun-young, která v seriálu ztvárnila postavu Na Wol-suk. Cenu popularity si pak odnesli Hjon Pin a Son Je-čin. Cenu za módní ikonu si odnesla Seo Či-hje.